# Johan-Cruyff-Arena
Die Johan-Cruyff-Arena (niederländisch Johan Cruijff Arena, bis 2018 Amsterdam Arena) ist ein Fußballstadion mit schließbarem Dach im Stadtbezirk Zuidoost in der niederländischen Hauptstadt Amsterdam. Es ist mit gegenwärtig 55.865 Plätzen das größte Stadion der Niederlande. Der Fußballverein Ajax Amsterdam trägt in dem Stadion seine Heimspiele aus. Zum 1. Juli 2018 erhielt die Arena zu Ehren von Johan Cruyff ihren heutigen Namen. 2012 wurde in direkter Nachbarschaft die Veranstaltungshalle Ziggo Dome mit 17.000 Plätzen eröffnet, die hauptsächlich für Konzerte genutzt wird.

## Geschichte
Die Planungen für ein modernes Fußballstadion für den Fußballclub Ajax Amsterdam bestanden schon in den 1980er Jahren. Ursprünglich war die Arena Bestandteil der Amsterdamer Kandidatur für die Olympischen Sommerspiele 1992, die allerdings an Barcelona vergeben wurden. Sie wurde am 14. August 1996 von Königin Beatrix eröffnet und hatte 50.820 Sitzplätze, zudem 52 Logen. Die Sängerin Tina Turner war die erste Künstlerin, die 1996 ein Konzert in der Arena gab: in drei Nächten hintereinander besuchten insgesamt mehr als 150.000 Menschen das Stadion. Die Arena wurde für die Fußball-Europameisterschaft 2000 in Belgien und den Niederlanden genutzt.
Die Arena ist ein von der UEFA ausgezeichnetes Stadion der Kategorie 4. Als erstes europäisches Stadion verfügt die Spielstätte über ein verschließbares Dach. Dieses Dach besteht aus einer Stahl-Glas-Konstruktion und hat eine Gesamtfläche von 33.625 Quadratmetern. Davon lassen sich wiederum 26.028 Quadratmeter durch zwei bewegliche, 520 Tonnen schwere Teile von jeweils 40 × 118 Metern in 20 Minuten öffnen. Ein Parkhaus und eine Straße liegen auf verschiedenen Ebenen unter dem Stadion, was die Höhe des Gebäudes von 77 Metern erklärt. Die Grundfläche beträgt 235 × 180 Meter.
Der Rasen des Stadions gilt als Schwachpunkt. Wie alle Rasen, die unter einer Dachkonstruktion wachsen, gedeiht er schlecht und muss regelmäßig erneuert werden. Grund hierfür ist hauptsächlich die mangelhafte Lichtintensität. Dies war auch der Grund, warum hier bei der Fußball-Europameisterschaft 2000 nicht das Eröffnungsspiel oder das Finale ausgetragen wurde, diese fanden in den etwa gleich großen Stadien in Brüssel und Rotterdam statt. Seit 2008 wird eine neue Technik eingesetzt, die das Wachstum des Rasens mit speziellen Leuchten anregt. Die Zuschauer in der reinen Fußballarena ohne Leichtathletikanlage sind durch einen relativ breiten Graben vom Spielfeld getrennt, dadurch kann auf Gitter und Zäune verzichtet werden. Dieser Graben dient gleichzeitig als Anlieferungszone und ist etwa vier Meter breit.
Bevor Ajax Amsterdam in der Arena ihre Heimspiele austrug, spielte der Verein im mittlerweile abgerissenen vereinseigenen Stadion De Meer, das in seiner Geschichte maximal rund 30.000 und zuletzt noch 19.000 Zuschauer fasste, und dem seinerzeit völlig veralteten, mittlerweile renovierten, 60.000 Zuschauer fassenden Olympiastadion von 1928.
Nicht nur Ajax Amsterdam ist heute in der Arena heimisch. Dort finden ebenso Konzerte und andere große Veranstaltungen statt.
Am 25. April 2017, dem 70. Geburtstag der 2016 verstorbenen Ajax-Legende Johan Cruyff, gab Ajax Amsterdam bekannt, dass der Name des Stadions innerhalb der nächsten sechs Monate zu Ehren von Cruyff geändert werden soll. Dieser Zeitplan wurde allerdings nicht eingehalten. Anfang April 2018 wurde bekannt, dass der Name zur Saison 2018/19 in Johan-Cruyff-Arena geändert werde. Bereits am 25. April 2018, dem Geburtstag von Cruyff, wurde das neue Logo der Arena vorgestellt.

### Spiele bei der Fußball-Europameisterschaft 2000
Während der Fußball-Europameisterschaft 2000 war die Arena einer von acht Austragungsorten in Belgien und den Niederlanden. Insgesamt fanden hier drei Vorrundenspiele, ein Viertel- sowie ein Halbfinale statt.
|                                                 |   |             |                      |
| So., 11. Juni 2000 um 20:30 Uhr – Gruppe D      |   |             |                      |
| Niederlande                                     | – | Tschechien  | 1:0 (0:0)            |
| So., 18. Juni 2000 um 15:30 Uhr – Gruppe C      |   |             |                      |
| Slowenien                                       | – | Spanien     | 1:2 (0:1)            |
| Mi., 21. Juni 2000 um 17:00 Uhr – Gruppe D      |   |             |                      |
| Frankreich                                      | – | Niederlande | 2:3 (2:1)            |
| Sa., 24. Juni 2000 um 18:00 Uhr – Viertelfinale |   |             |                      |
| Portugal                                        | – | Türkei      | 2:0 (1:0)            |
| Do., 29. Juni 2000 um 18:00 Uhr – Halbfinale    |   |             |                      |
| Italien                                         | – | Niederlande | 0:0 n. V., 3:1 i. E. |

### Spiele bei der Fußball-Europameisterschaft 2021
Für die über ganz Europa verteilte Austragung der Fußball-Europameisterschaft 2021 wurde das Stadion als einer von zwölf Spielorten von der UEFA ausgewählt. Hier wurden drei Vorrundenspiele und ein Achtelfinale ausgetragen.
|                                                |   |             |           |
| So., 13. Juni 2021 um 21:00 Uhr – Gruppe C     |   |             |           |
| Niederlande                                    | – | Ukraine     | 3:2 (0:0) |
| Do., 17. Juni 2021 um 21:00 Uhr – Gruppe C     |   |             |           |
| Niederlande                                    | – | Österreich  | 2:0 (1:0) |
| Mo., 21. Juni 2021 um 18:00 Uhr – Gruppe C     |   |             |           |
| Nordmazedonien                                 | – | Niederlande | 0:3 (0:1) |
| Sa., 26. Juni 2021 um 18:00 Uhr – Achtelfinale |   |             |           |
| Wales                                          | – | Dänemark    | 0:4 (0:1) |

## Verkehrsanbindung
Die Arena liegt direkt neben dem Bahnhof Amsterdam Bijlmer Arena. Hier halten die Linien M50 und M54 der Metro Amsterdam sowie Fern- und Regionalzüge der Nederlandse Spoorwegen.

## Galerie

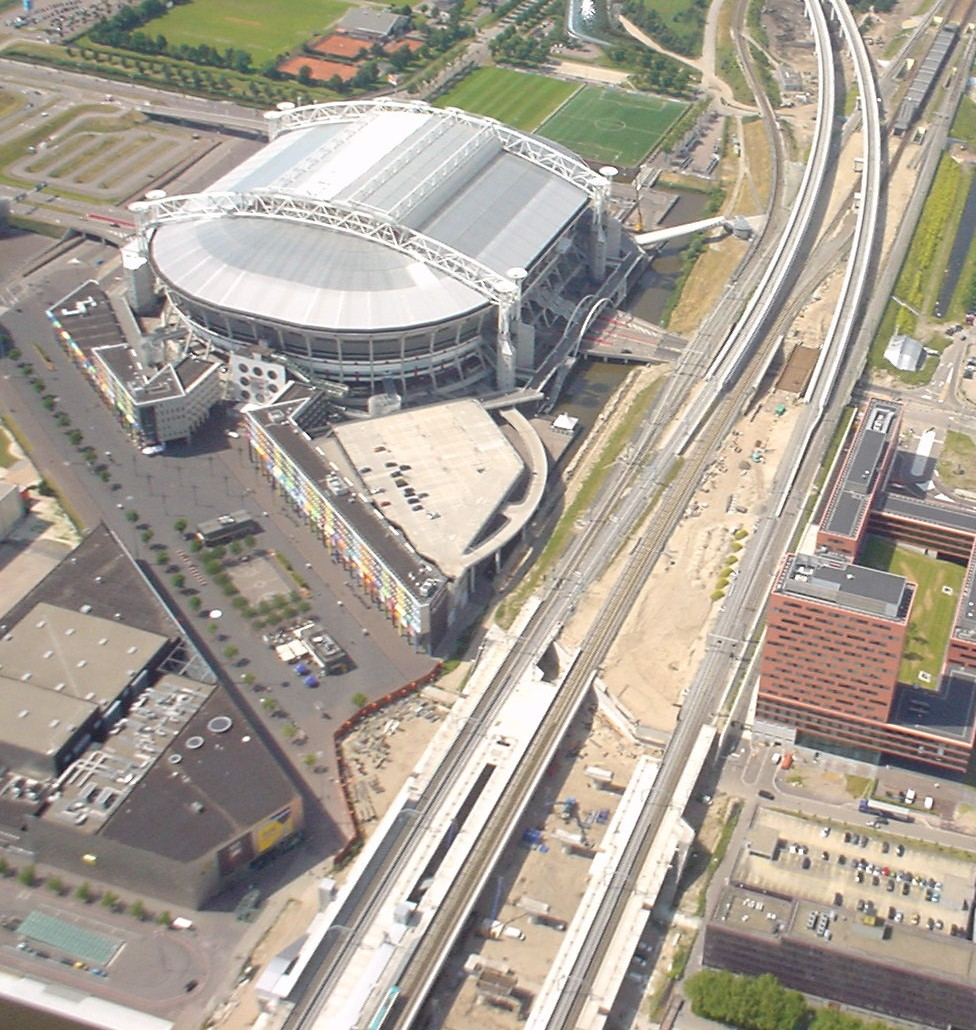
Johan-Cruyff-Arena von oben mit geschlossenem Dach.
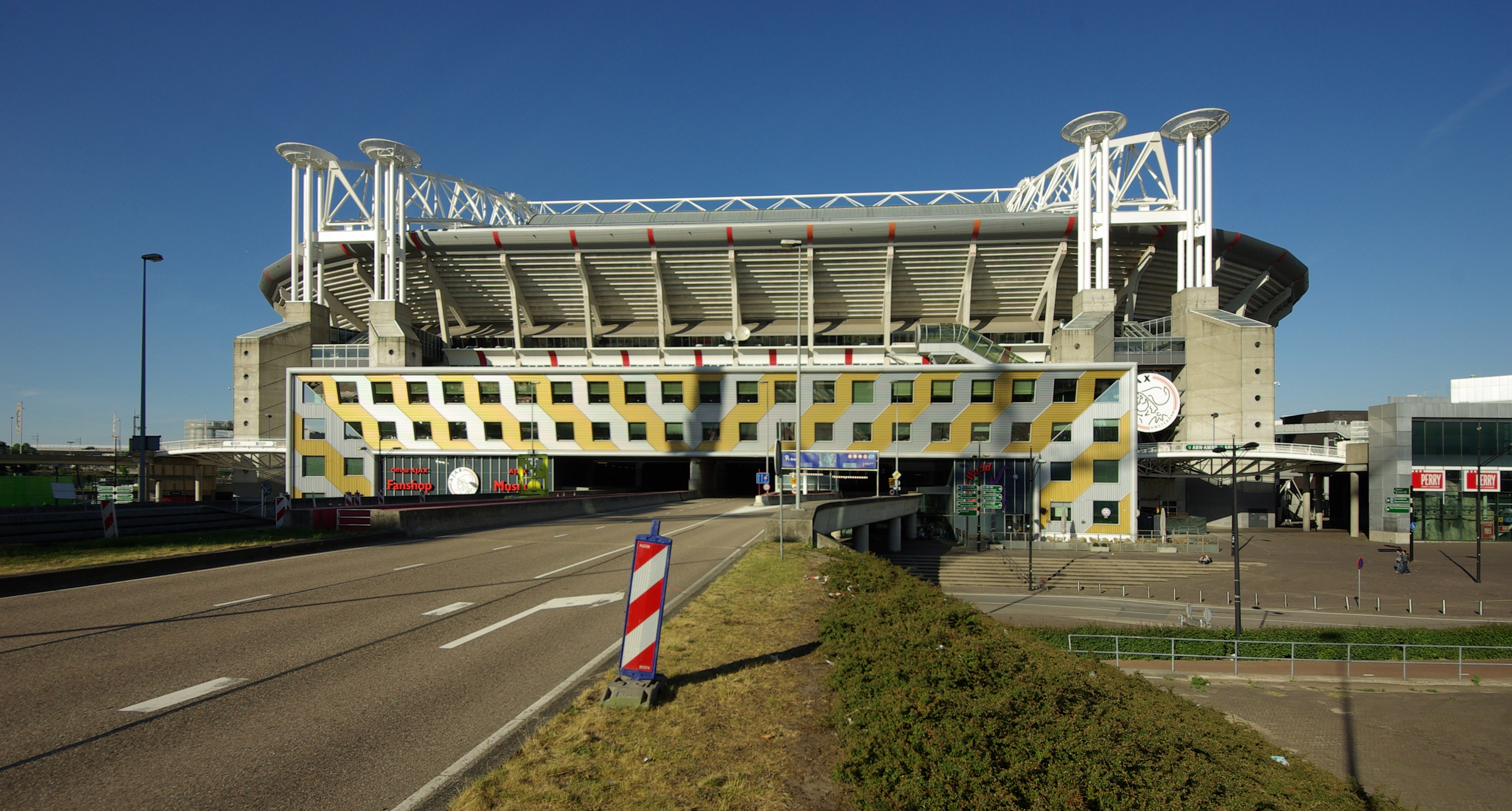
Zugangsweg zur Johan-Cruyff-Arena
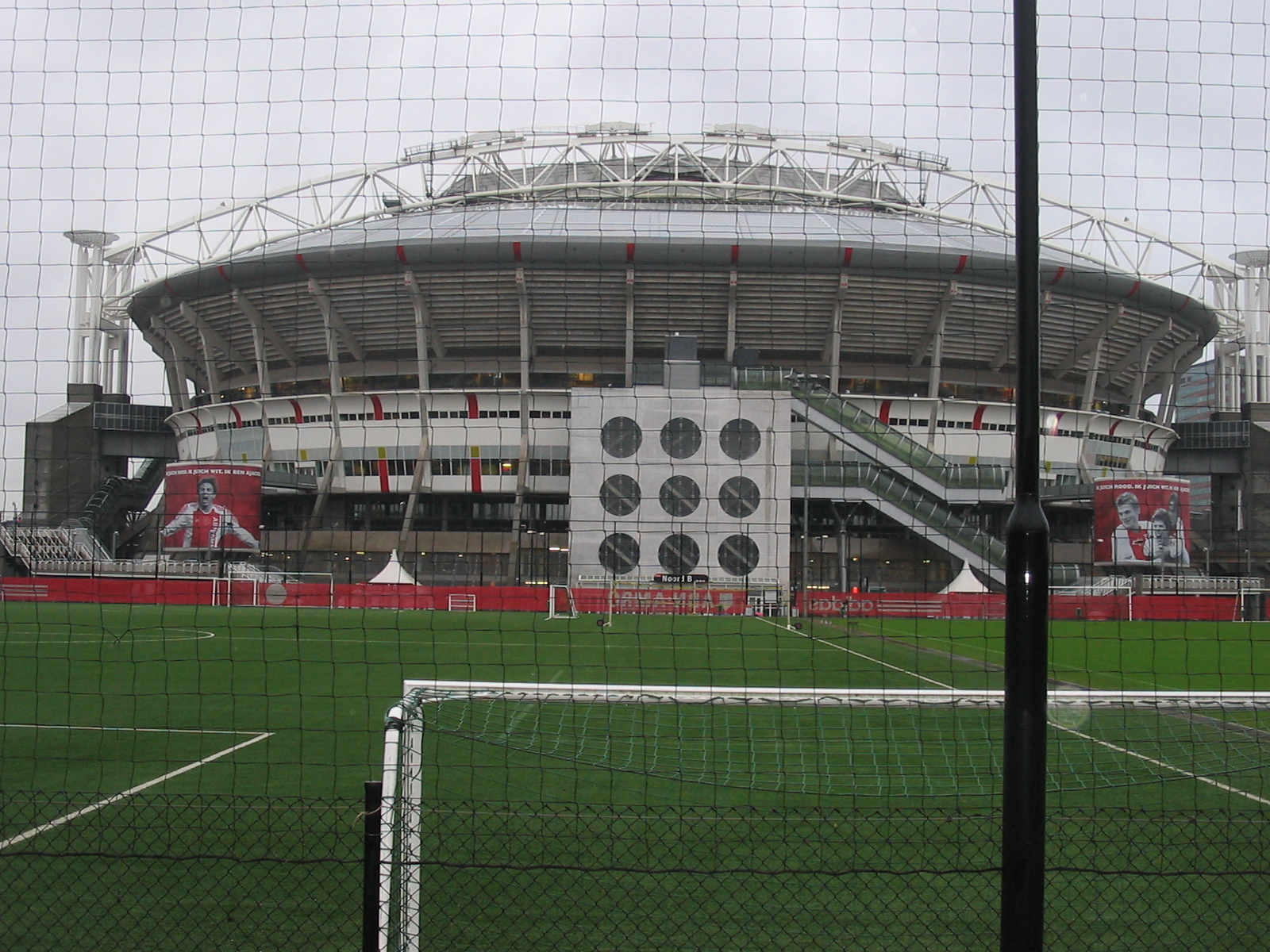
Ansicht von Norden
Logo bis zum 25. April 2018